# Крайтон, Майкл
Джон Майкл Крайтон (англ. John Michael Crichton; 23 октября 1942, Чикаго, США — 4 ноября 2008, Лос-Анджелес, США) — американский писатель-фантаст, сценарист и кинорежиссёр, продюсер, широко известный благодаря своим произведениям в жанрах научной фантастики, медицинской фантастики и триллера. Его книги проданы по всему миру тиражом более 150 млн экземпляров, многие были экранизированы. В 1994 году был единственным человеком, чьи произведения были одновременно номером один на телевидении («Скорая помощь»), в киноискусстве («Парк Юрского периода») и в книгоиздательской отрасли («Разоблачение»).
Его литературные произведения обычно являются сочетанием жанров боевика и технотриллера, описывая катастрофы — результат человеческих ошибок при обращении с новейшими технологиями, в особенности с биотехнологиями. Действие многих книг происходит в медицинском или научном мире, отражая прошлое самого автора.
Среди прочего, является автором следующих книг: «Штамм „Андромеда“», «Конго», «Сфера», «Восходящее солнце», «Затерянный мир», «Крылья», «Стрела времени», «Рой», «Next» (последняя опубликованная перед смертью книга), «Пиратские широты».

## Биография

### Ранние годы
Родился 23 октября 1942 года в Чикаго (штат Иллинойс), но вырос близ Нью-Йорка, в Рослине (на Лонг-Айленде). Отец Крайтона работал в журнале, мать — домохозяйка, в семье было ещё трое детей (две сестры и младший брат).
Учился в средней школе Рослина, где благодаря своему росту успешно играл в баскетбольной команде. Всегда планировал стать писателем, поэтому с 1960 года занимается в престижном Гарвардском университете в Кембридже (штат Массачусетс) на филологическом факультете. Однако его стиль постоянно вызывал нарекания у профессоров, и оценки его обычно были невысоки. Однажды в качестве своей работы он представил одно из эссе Джорджа Оруэлла. Профессор за этот «труд» поставил Крайтону три с плюсом, и после этого будущий писатель понял, что гарвардские мерки не для него.
В 1964 году, после окончания университета со средними оценками, он решает сменить область интересов и заняться антропологией в Кембридже (Великобритания). На этом поприще успехи превзошли все ожидания, за успехи в учёбе в 1965 году он был премирован годичной поездкой по Европе и северной Африке. Вернувшись в США, Крайтон вновь меняет область интересов. На этот раз он намеревается стать врачом, в Гарвардской медицинской школе в 1969 году защитил диссертацию по медицине, недолгое время проработал в институте биологических исследований Джонаса Солка в Ла-Холье (Сан-Диего, Калифорния), но частную практику получать не стал, так ещё во время учёбы в медицинской школе начинает писать.[прояснить]
По словам самого автора, в это время (1977 год) его рост был около 2 метров 6 сантиметров, поэтому его псевдонимами были Джон Ланге (англ. John Lange) и Джеффри Хадсон (Jeffrey Hudson). Lange — немецкая фамилия, означающая «длинный», сэр Джеффри Хадсон — известный в XVII веке карлик. В книге «Путешествия» Крайтон вспоминает подслушанный разговор двух незнакомых врачей, которые обсуждали ошибки, допущенные в романе «Штамм Андромеда», в то время как он сохранял анонимность в медицинской школе. Был соавтором книги «Dealing» со своим младшим братом Дугласом, книга опубликована под общим псевдонимом Майкл Дуглас (Michael Douglas), на задней стороне обложки книги была помещена фотография Майкла и Дугласа в очень раннем возрасте, сделанная их матерью.

### Кино
В начале 1970-х годов он переключается на карьеру киносценариста, а затем и режиссёра, и его пятый фильм под названием «Мир Дикого Запада» завоёвывает определённый успех. В этой картине люди будущего проводят свой отпуск в гигантском парке наподобие «Диснейленда», где воспроизведены все минувшие эпохи, но вместо людей — ничем не отличающиеся от них роботы. И вот один из ковбоев-роботов (Юл Бриннер) выходит из строя и начинает охоту за человеком. Противостояние робота и человека и составляет основной сюжет фильма. К тому же в этой ленте Крайтон одним из первых использовал оцифровку изображения для получения спецэффектов. Другой успешной работой режиссёра стал триллер «Кома», снятый Крайтоном по роману своего друга Робина Кука на основе собственного сценария.
Но всемирную известность Крайтон приобрёл в 1993 году, когда на экранах появился блокбастер по одноимённому роману «Парк юрского периода». Эта экранизация подстегнула читательский интерес и к старым трудам писателя, а сам «Парк» в 1993 году в США почти год держался в списках бестселлеров, его общий тираж в США приближается к 7 миллионам экземпляров. В том же году Крайтон был признан самым популярным писателем США. К началу 1998 года он был четвёртым в списке самых богатых деятелей индустрии развлечений (102 млн долларов). К настоящему моменту тираж его книг по всему миру превышает 100 млн экземпляров.
Кроме того, по сценарию Майкла Крайтона был снят один из самых успешных американских телесериалов «Скорая помощь», который получил 14 премий «Эмми» — высшей награды в телевидении. Крайтон был руководителем фирмы по производству программного обеспечения «FilmTrack», а в конце 1990-х годов стал основателем компании «Timeline Studios» по производству компьютерных игр, основанных на сюжетах собственных романов. Сам писатель признавался, что почти два десятка лет фанатично любил этот вид развлечений, и это не могло не сказаться на его творчестве.

### Личная жизнь
Жил в Санта-Монике (штат Калифорния). Был трижды женат: Джоан Рэдам (Joan Radam), Кэти Ст. Джонс (Kathy St. Johns) и Анн-Мари Мартин (Anne-Marie Martin). Дочь Тейлор родилась в 1988 году.
Выступал экспертом в области компьютеров и автором одной из первых научно-популярных книг об информационных технологиях «Электронная жизнь: Как думают компьютеры» (1983), также являлся разработчиком компьютерных игр «Амазонка» (Amazon, 1984) и «Стрела времени „Timeline“» (2000).
Коллекционировал произведения современного искусства, написал серьёзную монографию, посвящённую ведущему представителю поп-арта Джасперу Джонсу. В 1988 году у Крайтона вышел автобиографический роман «Путешествия», в котором автор описал свои поездки по миру: Бангкок, Малайзия, Пакистан, Килиманджаро, Ямайка, Новая Гвинея. Кроме этого он постоянно публиковал статьи о науке в различных журналах и альманахах.
Крайтон экспериментировал в экстрасенсорике, участвовал в спиритических сеансах, наблюдал ауры человека, пытался изгибать металлические ложки, проводил сеансы изгнания нечистой силы.
В 2000 году его именем назван открытый палеонтологами новый вид анкилозавра «Bienosaurus crichtoni», а три года спустя, в 2003 году — броненосный динозавр «Crichtonsaurus bohlini».
Майкл Крайтон умер в Лос-Анджелесе 4 ноября 2008 года, на 67-м году жизни, от лимфомы.

## Высказывания о писателе
Размер таланта Майкла сопоставим с размерами его динозавров в Парке юрского периода. Он был величайшим в смешанных науках и с большими театрализованными концепциями, которые позволяли динозаврам вновь пройтись по этой земле. Майкл был доброй душой, выражавший свою яркую сторону в романах. Нет никого, кто бы мог занять его место когда-нибудь.
— Стивен Спилберг

Майкл Крайтон был экстраординарным человеком. Яркий, забавный, эрудированный, грациозный и всегда много думающий. Ни один ланч с Майклом не длился меньше трёх часов и ни один предмет не был слишком прозаичным, чтобы не затронуть его интерес. Проблемы полов, медицинские и научные вопросы, антропология, археология, экономика, астрономия, квантовая физика и молекулярная биология всегда были обычными темами для обсуждения.
— Джон Веллс, исполнительный продюсер сериала «Скорая помощь»

Человек Эпохи возрождения сегодняшнего дня. Он был врачом, писателем, режиссёром, и продюсером — мало людей делали столько вещей так хорошо как он. Как создатель и продюсер «Скорой помощи», он помог изменить внешний вид телевизионной драмы.
— Джефф Зуккер, президент NBC

Он был хорошим человеком, и умер слишком молодым… Слишком молодым…
— Рэй Бредбери

Майкл Крайтон был первоизобретателем «Скорой помощи». Он положил в основу «Скорой помощи» события из собственной жизни, так как он был молодым врачом. Майкл всегда гордился фактом того, что он изобрел что-то и выпустил это в мир. Он был основателем всего этого. Нам будет его не хватать.
— Энтони Эдвардс, актёр сериала «Скорая помощь»

### Переводы на русский язык
- Крайтон М. Штамм «Андромеда» / Пер. с англ. В. Тальми и К. Сенина ; Под ред. Я. Берлина; Предисл. С. Кондрашова; [Ил.: Ю. Соостер]. — М.: Мир, 1971. — 320 с.
- Крайтон М. Великое ограбление поезда / Пер. с англ. В. Петрукайтис. — Вильнюс : Минтис, 1982. — 246 с. (Чтение на досуге).
- Крайтон М. Штамм «Андромеда»; Человек-компьютер : Науч.-фантаст. романы : Пер. с англ. / Худож. К. А. Сошинская. — М.: Мир, 1991. — 528 с. (Зарубежная фантастика). ISBN 5-03-002778-5
- Крайтон М. Конго : Науч.-фантаст. роман / Пер. с англ. А. К. Андреева; Худож. А. К. Сошинская. М. : Мир, 1994. — 479 с. (Зарубежная фантастика) ISBN 5-03-003136-7
- Крайтон М. Восходящее солнце. / Пер. с англ. — М. : Вагриус, 1993. — 479 с. ISBN 5-7027-0056-2
- Крайтон М. Парк юрского периода / Пер. с англ. — М. : Вагриус, 1993. — 506 с. (Hollywood). ISBN 5-7027-0056-2
- Крайтон М. Разоблачение[англ.]. — М. : Вагриус, 1994. — 576 с. (Домино) Тираж: 51000 экз. ISBN 5-7027-0116-X, ISBN 0-679-41945-4
- Крайтон М. Штамм «Андромеда» : Романы : Пер. с англ. — М. : Торгово-изд. об-ние «Центрполиграф», 1997. — 492 с. (Осирис).; ISBN 5-218-00278-X
- Крайтон М. Крылья : Роман / Пер. с англ. — М.: ЭКСМО-Пресс, 2000. — 410 с. (Почерк мастера). ISBN 5-04-006229-X
- Крайтон М. Экстренный случай : Опасный пациент: Романы / Пер. с англ. — М.: ЭКСМО-Пресс, 2001. — 508 с. (Почерк мастера). ISBN 5-04-007453-0
- Крайтон М. Затерянный мир : Роман. — М. : ЭКСМО-Пресс, 2001. — 476 с. (Почерк мастера). ISBN 5-04-007904-4
- Крайтон М. Стрела времени : Роман. — М. : ЭКСМО-Пресс, 2001. — 476 с. (Почерк мастера). ISBN 5-04-006852-2
- Крайтон М. Рой : роман / пер. с англ. — М. : Эксмо, 2004. — 476 с. (Почерк мастера). ISBN 5-699-06259-9
- Крайтон М. Пожиратели мёртвых: роман / пер. с англ. В. В. Правосудов. — СПб.: Амфора, 2004. — 361 с. (Читать [модно]). ISBN 5-901582-82-9
- Крайтон М. Государство Страха = State of fear : [роман] / пер. с англ. Н. Рейн. — М.: Эксмо, 2006. — 635 с. (Mystery line). ISBN 5-699-15325-X
- Крайтон М. Next : роман / пер. с англ. А. Новикова. — М.: Эксмо, 2007. — 444 с. (Myster Line). ISBN 978-5-699-24717-2
- Крайтон М. Пиратские широты: роман / пер. с англ. О. Степашкиной]. — М.: Эксмо; СПб.: Домино, 2010. — 351 с. (Проект Бестселлер). ISBN 978-5-699-45379-5
- Крайтон М. Зубы дракона / пер. с англ. А. Овчинниковой. — М.: Э, 2018. — 287 с. (Книга-загадка, книга-бестселлер). ISBN 978-5-04-090545-4 : 4000 экз.

## Фильмография

### Сценарист
- 1971 год — «Штамм „Андромеда“» / The Andromeda Strain
- 1972 год — /Dealing: Or the Berkeley-to-Boston Forty-Brick Lost-Bag Blues
- 1972 год — «Методы доктора Кэри» / The Carey Treatment
- 1972 год — /Pursuit
- 1973 год — «Человек, который смотрит» / Extreme Close-Up
- 1973 год — «Мир Дикого Запада» / Westworld
- 1974 год — «Человек, несущий смерть» / The Terminal Man
- 1978 год — «Кома» / Coma
- 1979 год — «Большое ограбление поезда» / The First Great Train Robbery
- 1980 год — /Beyond Westworld
- 1981 год — «Лукер» / Looker
- 1984 год — «Бунт роботов» / Runaway
- 1993 год — «Парк юрского периода» / Jurassic Park
- 1993 год — «Восходящее солнце» / Rising Sun
- 1994 год—2009 — «Скорая помощь» / ER
- 1994 год — «Разоблачение» / Disclosure
- 1995 год — «Конго» / Congo
- 1996 год — «Смерч» / Twister
- 1997 год — «Парк Юрского периода 2: Затерянный мир» / The Lost World: Jurassic Park
- 1998 год — «Сфера» / Sphere
- 1999 год — «Тринадцатый воин» / The 13th warrior
- 2001 год — «Парк юрского периода III» / Jurassic Park
- 2003 год — «В ловушке времени» / Timeline
- 2008 год — «Штамм „Андромеда“» / The Andromeda Strain
- 2011 год — «Пиратские широты» / Pirate Latitudes[11][12]
- 2015 год — «Мир юрского периода» / Jurassic World
- 2016 год — «Мир Дикого запада» / Westworld[13]
- 2018 год — «Мир юрского периода 2» / Jurassic World: Fallen Kingdom
- 2022 год — «Мир юрского периода: Господство» /  Jurassic World Dominion

### Режиссёр
- 1972 — /Pursuit
- 1973 — «Мир Дикого Запада» / Westworld
- 1978 — «Кома» / Coma
- 1979 — «Большое ограбление поезда» / The First Great Train Robbery
- 1981 — «Лукер» / Looker
- 1984 — «Бунт роботов» / Runaway
- 1989 — «Вещественное доказательство» / Physical Evidence
- 1999 — «Тринадцатый воин» / The 13th warrior

### Продюсер
- 1994—2009 — «Скорая помощь» / ER
- 1994 — «Разоблачение» / Disclosure
- 1996 — «Смерч» / Twister
- 1998 — «Сфера» / Sphere
- 1999 — «Тринадцатый воин» / The 13th warrior